# Cantonul Rignac
Cantonul Rignac este un canton din arondismentul Rodez, departamentul Aveyron, regiunea Midi-Pyrénées, Franța.

## Comune
- Anglars-Saint-Félix
- Auzits
- Belcastel
- Bournazel
- Escandolières
- Goutrens
- Mayran
- Rignac (reședință)